# Deutsche Werke
Deutsche Werke était une entreprise de construction navale allemande fondée en 1925, lorsque les chantiers Kaiserliche Werft de Kiel et d'autres chantiers ont été fusionnés.
Ce regroupement est venu à la suite du Traité de Versailles après la Première Guerre mondiale qui a forcé l'industrie de la défense allemande à se rétrécir. La société était détenue par le gouvernement de la République de Weimar et son siège était à Berlin.
Initialement, Deutsche Werke construit des navires de commerce ; puis lorsque le parti nazi prend le pouvoir en 1933, la production change pour des navires de guerre.
Outre la construction navale, Deutsche Werke a également produit des armes à feu. Les pistolets dits Ortgies étaient particulièrement populaire en particulier aux États-Unis. Ces pistolets ont été développés par Heinrich Ortgies.
Au cours de la Seconde Guerre mondiale, les chantiers se sont élargis à Gdynia, en créant la Deutsche Werke Gotenhafen.
Les équipements et les infrastructures des chantiers Deutsche Werke ont été détruits pendant la Seconde Guerre mondiale par les bombardements des forces alliées. Le peu qui restait a été démantelé une fois la guerre terminée.
En 1955, les zones de chantiers navals ont été achetées par les chantiers Howaldtswerke.

## Sélection de navires construits par Deutsche Werke de Kiel
- Croiseur lourd Deutschland (renommé plus tard Lützow)
- Croiseur lourd Blücher
- Croiseur de bataille Gneisenau
- Porte-avions Graf Zeppelin (pas achevé)
- Destroyer Z.1 - Z.4 (Type Zerstörer 1934)
- 69 U-Boote type IIA,B,C,D, VIIC, et XIV;

| Type  | Bateaux       | Nbre | N° fabrique | Construction |
| ----- | ------------- | ---- | ----------- | ------------ |
| II A  | U-1 à U-6     | 6    | 236 à 241   | 1935         |
| II B  | U-13 à U-16   | 4    | 236 à 241   | 1935 - 1936  |
| II C  | U-56 à U-63   | 8    | 236 à 241   | 1937 - 1940  |
| II D  | U-137 à U-152 | 16   | 236 à 241   | 1939 - 1941  |
| VII C | U-451 à U-458 | 8    | 282 à 289   | 1939 à 1941  |
| VII C | U-465 à U-473 | 9    | 296 à 304   | 1940 à 1943  |
| VII C | U-475 à U-480 | 6    | 306 à 311   | 1941 à 1944  |
| VII C | U-481 à U-486 | 6    | 316 à 321   | 1941 à 1944  |
| XIV   | U-459 à U-464 | 6    | 290 à 295   | 1940 à 1942  |

Le premier sous-marin lancé par les chantiers Deutsche Werke a été le U-1 le 15 juin 1935, et le dernier sous-marin a été le U-486 le 12 février 1944. Il s'agit de sous-marins qui ont été effectivement mis en service dans la Kriegsmarine.

Les U-Boote suivants ont été prévus mais n'ont pas été terminés par les chantiers :

U-474, U-491, U-492, U-493